# Castalia (azienda)
Castalia Consorzio Stabile S.C.p.A. è una società consortile italiana che raggruppa 35 aziende specializzate nelle attività marittime, nell'antinquinamento marino e nel pronto intervento. Opera da 30 anni sia in Italia che fuori per la salvaguardia e tutela del mare, sia per conto del Ministero dell'Ambiente che su richiesta di altri enti pubblici o privati. Il nome è ispirato a quello della ninfa Castalia.

## Storia
L'azienda venne fondata a Villa Campolieto a Napoli il 22 luglio 1986 alla presenza dell'allora presidente IRI Romano Prodi, in ottemperanza al Decreto Ministeriale 727/86 emanato dal Dipartimento per il coordinamento della protezione civile che prevedeva la costituzione di una società all'interno del gruppo IRI che si occupasse di eseguire interventi nel settore dell'inquinamento a terra, in particolare depurazione delle acque reflue, smaltimento di rifiuti tossici e nocivi, bonifica ambientale, ricerca e monitoraggio ambientale.
I soci fondatori erano Finmeccanica e Italimpianti (25%), Telespazio (15%), Italeco e Società Italiana per Condotte d'Acqua (12.5%), IRI e Finsiel (5%). Successivamente la società passò sotto il controllo di Italstat, poi di Iritecna (30% direttamente, 20% tramite Italtekna).
Dopo il 1991 viene ceduta ad Italimpianti (IRI-Fintecna) e nel 1995, nell'ambito delle privatizzazioni allora in atto, acquistata da Fiat Impresit S.p.A.. ed incorporata nella controllata Fisia Italimpianti. Sempre nel 1991, Castalia costituì una nuova società specifica per le attività marittime e l'antinquinamento del mare denominata Castalia Ecolmar  (Società Italiana per l'Ecologia Marina) SCpA, consorzio controllato da Fisia Italimpianti (gruppo Impregilo), quale struttura di prevenzione, controllo e contenimento dei fenomeni inquinanti dell'ambiente marino.
Dal 1998 Castalia Ecolmar prese a svolgere attività su disposizione del Servizio Difesa del Mare del Ministero dell'Ambiente e in collaborazione con le Capitanerie di Porto. Il contratto stipulato con tali enti prevede il pattugliamento delle coste, con particolare attenzione alle aree marine protette e alle zone di elevata vulnerabilità ambientale e il pronto intervento antinquinamento, sia da idrocarburi che da rifiuti galleggianti e/o semisommersi.
Il 13 luglio 2011 Castalia Ecolmar venne trasformata in Castalia SCpA, cambiando nuovamente nome il 23 aprile 2013 in Castalia Consorzio Stabile SCpA.

## Attività
Castalia opera nel settore del disinquinamento da idrocarburi e delle bonifiche ambientali e svolge il servizio di antinquinamento marino nella acque territoriali italiane per conto del Ministero dell'Ambiente e della Sicurezza energetica.

## Interventi in mare
L'intervento di Castalia è stato richiesto in conseguenza di alcuni noti naufragi quali quello della Haven e quello della Costa Concordia.